# Czewel (przystanek kolejowy)
Czewel (ukr. Чевель, ros. Чевель) – przystanek kolejowy w pobliżu miejscowości Czewel, w rejonie kowelskim, w obwodzie wołyńskim, na Ukrainie. Leży na linii Kijów – Kowel – Brześć.